# Władysław Józef Stankiewicz
Władysław Józef Stankiewicz (ur. 1922 w Warszawie, zm. 2006 w Vancouver, Kanada) – polski politolog i filozof.

## Życiorys
W 1939 roku uzyskał maturę w Liceum im. Tadeusza Czackiego. Uczestniczył w kampanii wrześniowej, a po jej upadku ewakuował się przez Węgry do Francji, walczył podczas kampanii francuskiej, a następnie jako oficer I Pułku Artylerii 1 Dywizji Pancernej dowodzonej przez gen. Stanisława Maczka uczestniczył w walkach na terenie Belgii, Holandii i Niemiec. Po zakończeniu II wojny światowej pozostał w Wielkiej Brytanii, studiował na Uniwersytecie w St. Andrews oraz w London School of Economics and Political Science. W 1952 podjął decyzję o emigracji do Stanów Zjednoczonych, pracował jako asystent w Środkowoeuropejskim Centrum Badań w Nowym Jorku, dwa lata później został wykładowcą w Centrum Studiów Międzynarodowych na Uniwersytecie w Princeton. Od 1956 mieszkał w Kanadzie, przez rok był rządowym doradcą ekonomicznym w Ontario, a następnie związał się zawodowo z University of British Columbia. Od 1957 przez cztery lata był adiunktem, w 1961 został profesorem nadzwyczajnym, a od 1965 wykładał jako profesor tytularny. W 1966 został wybrany na członka Polskiego Towarzystwa Naukowego na Obczyźnie. W 1987 przeszedł w stan spoczynku i uzyskał honorowy tytuł profesora seniora.
Jego żoną była Markéta Götz-Stankiewicz.